# Chiesa di San Giorgio (Barletta)
La chiesa di San Giorgio è un edificio religioso posto nel centro storico di Barletta. Il luogo è dedicato a San Giorgio.

## Storia
La chiesa fu edificata nel 1159 nella lunga strada di San Giorgio.
Nel '400 diventò une delle due chiese di riferimento per la comunità greca di Coronei stabilitasi a Barletta per cause di guerra.
Arricchita da un pavimento a mosaico, è attualmente sconsacrata e in attesa di restauro.